# Vitor Hugo Siqueira
Vítor Hugo Siqueira, mais conhecido apenas como Vítor Hugo (Muçum, 9 de fevereiro de 1964) é um treinador e ex-futebolista brasileiro, que atuava como zagueiro. Atualmente, treina o Noroeste.

## Carreira

### Como jogador
Vitor Hugo atua como atacante em equipes como Flamengo e Portuguesa, obtendo mais destaque na carreira por Noroeste e Bragantino.

### Como treinador
Pouco depois de pendurar as chuteiras, cerca de um ano mais tarde, Vítor Hugo iniciou sua carreira de treinador no Olímpia, passando por diversas equipes, como Noroeste, Taquaritinga, Grêmio Sãocarlense, Sertãozinho, CENE, Barretos, Grêmio Sãocarlense, Atlético Araçatuba, Rioverdense, Mineiros, Gama, Canedense , Atlético Cearense, América-SP, Bandeirante, Brasiliense, Bacabal EC, Legião, Trindade, Anápolis e, mais recentemente, Itumbiara.
Também recentemente, esteve novamente no Gama e no Castanhal. Depois, foi contratado pelo Colorado, clube onde Vítor Hugo não permaneceu por mais que algumas semanas. Após a fraca campanha com o Colorado, o treinador estava em negociações praticamente sólidas com o União Rondonópolis, mas por conta do desinteresse da diretoria do clube mato-grossense, a negociação não se concretizou.

## Títulos

### Como jogador
Bragantino
- Campeonato Paulista de Futebol - Série A2: 1988

Flamengo
- Copa do Brasil: 1990[1]

Paysandu
- Campeonato Paraense: 1992

Ceará
- Campeonato Cearense: 1993, 1994, 1996 e 1997

Confiança
- Campeonato Sergipano: 1996

### Como treinador
Araçatuba
- Quadrangular do Campeonato Paulista - Série A2: 2005

Gama
- Campeonato Brasileiro de Futebol - Série B: 2006

## Campanhas de destaque

### Como jogador
Noroeste
- Campeonato Paulista - Segunda Divisão (atual Série A2): 1986 (acesso)
- Campeonato Paulista - Divisão Intermediária (atual Série A2): 1991 (acesso)

Ceará
- Copa do Brasil:  1994 (vice-campeão)

### Como treinador
Taquaritinga
- Campeonato Paulista de Futebol - Série A3: 2002 (acesso)

Noroeste
- Campeonato Paulista de Futebol - Série A3: 2004 (acesso)

Rioverdense
- Campeonato Goiano de Futebol - Segunda Divisão: 2005 (vice-campeão / acesso)

Itumbiara
- Campeonato Goiano de Futebol - Segunda Divisão: 2011 (vice-campeão / acesso)